# Vườn quốc gia Pieniny (Ba Lan)
Vườn quốc gia Pieniny (tiếng Ba Lan: Pieniński Park Narodowy) là một khu vực được bảo vệ nằm ở trung tâm của dãy núi Pieniny ở cực nam của Ba Lan. Về mặt hành chính, Công viên nằm trong Voivodeship Lesser Ba Lan ở biên giới với Slovakia. Trụ sở chính của công ty đặt tại Krościenko nad Dunajcem.
Dãy núi Pieniny được chia thành ba dãy: Pieniny Spiskie, Małe Pieniny và dãy Pieniny Właściwe (nơi đặt vườn quốc gia Pieniny). Diện tích của vườn là 23.46 km2, trong đó 13.11   km² là rừng. Một phần ba (7,5   km²) được bảo vệ nghiêm ngặt. Về phía Slovakia của dãy núi có một vườn quốc gia song song được gọi là vườn Pieninský národný.

## Lịch sử
Ý tưởng cho việc tạo ra Vườn Quốc gia ở Pieniny đến từ GS. Władysław Szafer, thành viên của Ủy ban bảo tồn thiên nhiên quốc gia (tiếng Ba Lan: Państwowa Komisja Ochrony Przyrody) vào năm 1921. Trong cùng năm đó, một khu bảo tồn tư nhân trên diện tích 75.000 mét vuông đã được Stanisław Drohojowski mở ra xung quanh tàn tích của lâu đài Czorsztyn. Năm 1928, chính phủ Ba Lan đã thực hiện các giao dịch mua đất đầu tiên và vào ngày 23 tháng 5 năm 1932, Bộ Nông nghiệp đã tạo ra một Vườn Quốc gia tại thành phố Pieniny, trên khu vực 7.36   km². Sau Thế chiến II, quyết định được xác nhận bởi dự luật ngày 30 tháng 10 năm 1954, chính thức tạo ra Vườn quốc gia Pieniny.

## Đặc điểm
Các ngọn núi Pieniny chủ yếu được hình thành từ đá vôi và chúng tạo ra những bức tường gần như thẳng đứng đẹp như tranh vẽ và rất ấn tượng, đổ xuống phía sông Dunajec. Đỉnh núi cao và nổi tiếng nhất - Trzy Korony (Ba vương miện) cao 982 mét so với mực nước biển, tuy nhiên ngọn núi cao nhất của Pieniny - Wysokie Skałki - cao hơn mực nước biển 1050 mét và không nằm trong khu vực của Công viên.
Vườn quốc gia Pieniny nằm trong lưu vực sông Dunajec và dòng sông chiếm vị trí quan trọng trong số các yếu tố ảnh hưởng đến diện mạo của Pieniny. Mặc dù Công viên có kích thước nhỏ, nhưng trên khu vực của nó phát triển mạnh hàng trăm loài thực vật, bao gồm 640 loại nấm. Đôi khi, trên cùng một loại đá, phát triển cây cối với các cách thức sinh tồn trái ngược nhau. Đồng cỏ của công viên, là kết quả của hoạt động của con người, là một trong những hệ sinh thái thực vật phong phú nhất của Ba Lan (30 đến 40 loài hoa cho mỗi mét vuông).
Cho đến nay, khoảng 6500 loài động vật đã được chứng minh là sống ở Pieniny. Người ta cho rằng khu vực này thậm chí còn phong phú hơn - với tới 15 000 loài. Có rất nhiều loài chim, cá, bò sát và lưỡng cư cũng như động vật có vú. Động vật ăn thịt quan trọng nhất là loài linh miêu. Trên bờ biển Dunajec rái cá phát triển mạnh.
Các khu định cư lâu dài đầu tiên của con người ở vùng núi Pieniny có từ năm 1257, khi công chúa Ba Lan Kinga được trao cho những vùng đất gần đó. Năm 1280, công chúa thành lập một tu viện tại Stary Sącz, sau đó lâu đài Czorsztyn được xây dựng. Lâu đài này thuộc về Ba Lan, ở phía nam thung lũng Dunajec, người Hung đã tự xây dựng, sau đó gọi là Dunajec (ngày nay nó thuộc về Ba Lan và tên là Niedzica). Thung lũng Dunajec vào năm 1997 đã bị ngập trong nước, là kết quả của việc xây dựng một con đập sông.
Có 34 km đường mòn đi bộ trong vườn dành cho du khách, từ những đỉnh núi như Sokolica và Trzy Korony, người ta có thể có tầm nhìn tuyệt vời về Pieniny và dãy núi Tatra cũng như Dunajec. Điểm thu hút chính của Vườn quốc gia này là một chuyến đi trên sông trên những chiếc bè gỗ, rất phổ biến đối với tất cả khách du lịch.